# سرزمین دریایی
سرزمین دریایی (انگلیسی: Snorks) نام مجموعه انیمیشن آمریکایی و محصول سال ۱۹۸۴ میلادی است.

## داستان کارتون
کِیسی، آلستار، توتِر، جونیور، دافنی و سایر موجودات سرزمین دریایی هر روز با اتفاقات عجیب و جالبِ مخصوص سرزمین دریایی مواجه می‌شوند.

## صداپیشگان
این کارتون با مدیریت مهدی علیمحمدی دوبله شد و اوایل دهه هفتاد از جمعه ها از برنامه کودک شبکه یک سیما پخش شد.
- مهوش افشاری (آلستار)
- نرگس فولادوند (کیسی)
- حسین باغی (عمو گالیو / نقش های مختلف)
- شایسته تاجبخش (دافنی)
- محمد عبادی (جونیور / نقش های مختلف)
- فریبا رمضان پور (توتر بی زبان / نقش های مختلف)
- مهتاب تقوی (دیمیتریس / نقش های مختلف)
- ناصر نظامی (راوی اول هر قسمت)
- ناصر خویشتندار
- سعید مقدم منش
- مهدی آرین نژاد